# Velellidae
Velellidae är en familj av nässeldjur som beskrevs av Brandt 1835. Velellidae ingår i ordningen Hydroida, klassen hydrozoer, fylumet nässeldjur och riket djur.
Familjen innehåller bara släktet Velella.